# Uppror i bergen
Uppror i bergen är en albansk-sovjetisk historisk dramafilm från 1954.

## Handling
Uppror i bergen är en episk krigsfilm om Skanderbegs kamp mot det Osmanska riket.

## Om filmen
Filmen Uppror i bergen  är regisserad av Sergej Jutkevitj och Michail Papava skrev manus. Filmen vann en utmärkelse vid filmfestivalen i Cannes.

## Rollista (i urval)
- Akaki Chorava Skanderbeg
- Besa Imami Andronika
- Adivie Alibali Mamica
- Semjon Sokolovskij Hamza Pascha
- Veriko Andzjaparidze Dafina
- Georgij Tjernovolenko Marash
- Naim Frashëri Pal
- Oleg Zjakov Tanush Thopia
- Aleksandr Vertinskij
- Sergo Zaqariadze Laonicus
- Vladimir Belokurov
- Vachram Papazian
- Boris Tenin Din
- Marie Logoreci Kontesha
- Nikolaj Bubnov Liuka